# Juan Pablo Martínez
Juan Pablo Martínez Rodríguez (Guadalupe, México; 4 de febrero de 1999) es un futbolista mexicano. Juega de defensa lateral y su equipo actual es el Alebrijes de Oaxaca  de la Liga de Expansión MX.

## Trayectoria
Como juvenil, Martínez se formó en las inferiores del Monterrey y los Tigres UANL, en este último club fue promovido en la temporada 2019-20.
El 31 de mayo de 2022, el defensor se incorporó al Atlético San Luis.
En julio de 2023, fue cedido al Botafogo-SP de la Serie B de Brasil.

## Estadísticas
Actualizado al último partido disputado el 12 de agosto de 2023.
| Club                       | Div.          | Temporada     | Liga  | Liga  | Copas nacionales | Copas nacionales | Copas internacionales | Copas internacionales | Total | Total |
| Club                       | Div.          | Temporada     | Part. | Goles | Part.            | Goles            | Part.                 | Goles                 | Part. | Goles |
| -------------------------- | ------------- | ------------- | ----- | ----- | ---------------- | ---------------- | --------------------- | --------------------- | ----- | ----- |
| Tigres UANL · México       | 1.ª           | 2019-20       | 4     | 0     | 0                | 0                | —                     | —                     | 4     | 0     |
| Tigres UANL · México       | Total club    | Total club    | 4     | 0     | 0                | 0                | 0                     | 0                     | 4     | 0     |
| Venados FC · México        | 2.ª           | 2020-21       | 32    | 1     | 0                | 0                | —                     | —                     | 32    | 1     |
| Venados FC · México        | 2.ª           | 2021-22       | 35    | 0     | 0                | 0                | —                     | —                     | 35    | 0     |
| Venados FC · México        | Total club    | Total club    | 67    | 1     | 0                | 0                | 0                     | 0                     | 67    | 1     |
| Atlético San Luis · México | 1.ª           | 2022-23       | 5     | 0     | 0                | 0                | 0                     | 0                     | 5     | 0     |
| Atlético San Luis · México | Total club    | Total club    | 5     | 0     | 0                | 0                | 0                     | 0                     | 5     | 0     |
| Botafogo SP · Brasil       | 2.ª           | 2023          | 1     | 0     | 0                | 0                | —                     | —                     | 1     | 0     |
| Botafogo SP · Brasil       | Total club    | Total club    | 1     | 0     | 0                | 0                | 0                     | 0                     | 1     | 0     |
| Total carrera              | Total carrera | Total carrera | 77    | 1     | 0                | 0                | 0                     | 0                     | 77    | 1     |